# Série mondiale 2001
La Série mondiale 2001 était la 97e série finale des Ligues majeures de baseball. Elle a débuté le 27 octobre 2001 et opposait les champions de la Ligue américaine et triples champions en titre du baseball, les Yankees de New York, aux champions de la Ligue nationale, les Diamondbacks de l'Arizona.
Cette série 4 de 7 s'est terminée le 4 novembre 2001 par une victoire par des Diamondbacks, quatre parties à trois sur les Yankees, qui échouaient dans leur tentative d'inscrire un 4e titre mondial d'affilée.
La Série mondiale de 2001 fut mémorable sous divers aspects. Il s'agit de la Série mondiale ayant débuté et s'étant terminée le plus tard dans l'année. Aussi, pour la première fois un match de baseball majeur était disputé au mois de novembre. La saison régulière avait été interrompue durant six jours après les attentats du 11 septembre 2001 aux États-Unis, les deux ligues reprenant leurs activités le 17 septembre, ce qui explique ce délai inhabituel. La présence d'une équipe de New York, quelques semaines après les attentats, chargeait cette série finale d'une émotion supplémentaire.
Cette Série mondiale est considérée comme une des meilleures et des plus spectaculaires de l'histoire par plusieurs observateurs. Non seulement elle s'est terminée dans la limite de sept rencontres, mais deux des matchs nécessitèrent de la prolongation, la quatrième partie en dix manches et la cinquième en douze manches. Les fans de baseball assistèrent de plus à trois ralliements en fin de rencontre, et le septième et ultime match prit fin sur une poussée de deux points des Diamondbacks en fin de 9e manche couronnée par un simple productif de Luis González après deux retraits, faisant de cette Série mondiale l'une des rares dans l'histoire à se terminer sur un coup sûr mettant fin au match plutôt que sur un dernier retrait enregistré par l'équipe victorieuse.

## Équipes en présence
Les triples champions de la Série mondiale, les Yankees de New York, remportèrent le championnat de la division Est pour la quatrième année de suite, avec un dossier de 95 victoires et 65 défaites. Deux équipes de la Ligue américaine connurent de meilleures saisons régulières cependant : les Mariners de Seattle, champions de la section Ouest avec une fiche de 116-46, et les Athletics d'Oakland, seconds de cette même division et qualifiés pour les éliminatoires comme meilleurs deuxièmes avec une fiche de 102-60.
En Séries de division, les Yankees eurent besoin du maximum de cinq matchs pour éliminer Oakland. Seattle défaisait de son côté les Indians de Cleveland (91-71, champions de la division Centrale) en cinq parties. Lors de la Série de championnat, les Yankees et les Mariners croisèrent le fer pour la seconde année consécutive. Victorieux en six parties l'année précédente, New York eut cette fois besoin de cinq matchs pour éliminer Seattle.
Les Diamondbacks de l'Arizona remportèrent le championnat de la division Ouest de la Ligue nationale pour la seconde fois de leur histoire avec une fiche de 92-70, seulement devancés dans leur ligue par les Astros de Houston et les Cardinals de Saint-Louis, qui présentèrent des fiches semblables de 93-69 (Houston fut nommé champions de la section Centrale et Saint-Louis fut qualifié comme meilleur deuxième). Les Braves d'Atlanta (88-74) finirent premiers dans l'Est et remportèrent le championnat de leur section pour la 10e saison consécutive mais furent, une fois de plus, incapable de se rendre jusqu'au bout.
En éliminatoires, Atlanta balaya Houston en trois parties et l'Arizona eut le meilleur sur Saint-Louis en cinq matchs lors des Séries de division. En Série de championnat, les Diamondbacks éliminèrent les Braves quatre parties à une pour accéder à leur première Série mondiale. Ils devenaient la concession du baseball majeur ayant atteint la grande finale le plus rapidement, soit à leur quatrième saison d'existence. Par la fait même, les Diamondbacks éclipsaient le record des Marlins de la Floride, équipe finaliste (et championne de la série mondiale) à sa cinquième saison d'existence.
Les Yankees de New York participaient en 2001 à la Série mondiale pour la 38e fois, un record, eux qui dominent toutes les équipes des ligues majeures avec 26 titres. Il s'agissait de la première fois qu'une équipe participait quatre saisons de suite aux séries mondiales depuis les saisons 1961 à 1964, où ces mêmes Yankees avaient chaque fois atteint la grande finale.

## Déroulement de la Série

### Calendrier des rencontres
| Match | Date         | Visiteur                  | Hôte                      | Score              |
| ----- | ------------ | ------------------------- | ------------------------- | ------------------ |
| 1     | 27 octobre   | Yankees de New York       | Diamondbacks de l'Arizona | 1 - 9              |
| 2     | 28 octobre   | Yankees de New York       | Diamondbacks de l'Arizona | 0 - 4              |
| 3     | 30 octobre   | Diamondbacks de l'Arizona | Yankees de New York       | 1 - 2              |
| 4     | 31 octobre   | Diamondbacks de l'Arizona | Yankees de New York       | 3 - 4 (10 manches) |
| 5     | 1er novembre | Diamondbacks de l'Arizona | Yankees de New York       | 2 - 3 (12 manches) |
| 6     | 3 novembre   | Yankees de New York       | Diamondbacks de l'Arizona | 2 - 15             |
| 7     | 4 novembre   | Yankees de New York       | Diamondbacks de l'Arizona | 2 - 3              |

### Match 1
Samedi 27 octobre 2001 au Bank One Ballpark, Phoenix, Arizona.
| Yankees de New York | 1 | 0 | 0 | 0 | 0 | 0 | 0 | 0 | 0 | 1 | 3  | 2 |
| Diamondbacks de l'Arizona | 1 | 0 | 4 | 4 | 0 | 0 | 0 | 0 | X | 9 | 10 | 0 |
| Lanceurs partants : NYY : Mike Mussina ARI : Curt Schilling Vic. : Curt Schilling (1-0) Déf. : Mike Mussina (0-1) HRs: ARI : Craig Counsell (1), Luis Gonzalez (1) |   |   |   |   |   |   |   |   |   |   |    |   |

Les Diamondbacks malmènent le lanceur partant des Yankees, Mike Mussina, victime de cinq points, dont deux non mérités, en trois manches. Craig Counsell frappe un coup de circuit en solo contre Mussina en première manche et Luis Gonzalez y va d'une claque de deux points en 3e manche. Déjà en avant 4-1, l'équipe de Phoenix accueille le releveur Randy Choate avec une seconde poussée de quatre points lors de la 4e manche.
Curt Schilling est quant à lui intraitable pour les Diamondbacks, n'allouant qu'un point et trois coups sûrs en sept manches lancées. L'Arizona l'emporte facilement 9-1 pour prendre les devants dans la série.
La température de 94 degrés Fahrenheit (34,4 degrés Celsius) enregistrée à Phoenix au moment du premier lancer est alors la plus élevée jamais recensée (depuis au moins 1975) lors d'un match de Série mondiale, et le demeure jusqu'à ce que le record soit battu à Los Angeles au début du premier match de la Série mondiale 2017,.

### Match 2
Dimanche 28 octobre 2001 au Bank One Ballpark, Phoenix, Arizona.
| Yankees de New York | 0 | 0 | 0 | 0 | 0 | 0 | 0 | 0 | 0 | 0 | 3 | 0 |
| Diamondbacks de l'Arizona | 0 | 1 | 0 | 0 | 0 | 0 | 3 | 0 | X | 4 | 5 | 0 |
| Lanceurs partants : NYY : Andy Pettitte ARI : Randy Johnson Vic. : Randy Johnson (1-0) Déf. : Andy Pettitte (0-1) HRs: ARI : Matt Williams (1) |   |   |   |   |   |   |   |   |   |   |   |   |

Le lanceur gaucher Randy Johnson réussit à faire encore mieux que son coéquipier Curt Schilling la veille. Le géant des Diamondbacks lance un match complet et un jeu blanc, au cours duquel il n'accorde que trois coups sûrs et ne permet qu'à quatre joueurs des Yankees d'atteindre les sentiers. Johnson retire de plus 11 frappeurs adverses sur des prises. En attaque, Matt Williams frappe un circuit de trois points en 7e manche. L'Arizona l'emporte 4-0 et prend une avance de deux victoires contre aucune dans la série.

### Match 3
Mardi 30 octobre 2001 au Yankee Stadium, New York, NY.
| Diamondbacks de l'Arizona | 0 | 0 | 0 | 1 | 0 | 0 | 0 | 0 | 0 | 1 | 3 | 3 |
| Yankees de New York | 0 | 1 | 0 | 0 | 0 | 1 | 0 | 0 | X | 2 | 7 | 1 |
| Lanceurs partants : ARI : Brian Anderson NYY : Roger Clemens Vic. : Roger Clemens (1-0) Déf. : Brian Anderson (0-1) Sauv. : Mariano Rivera (1) HRs: NYY : Jorge Posada (1) |   |   |   |   |   |   |   |   |   |   |   |   |

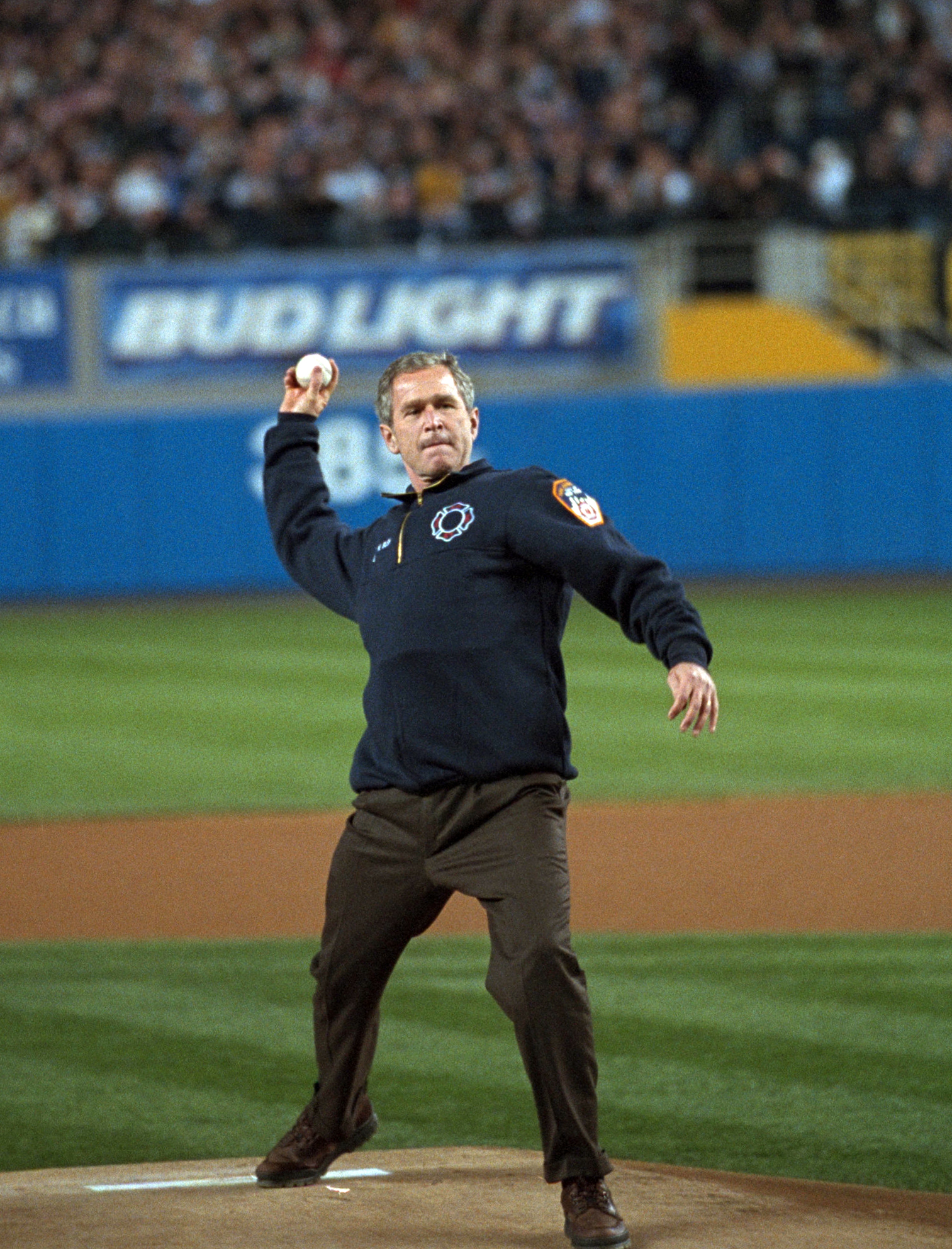
Le président des États-Unis, George W. Bush, effectue le lancer protocolaire du 3e match de la Série mondiale le 30 octobre 2001 à New York.

Pour ce premier match joué à New York, le lancer protocolaire est effectué par le président des États-Unis, George W. Bush, un geste hautement symbolique quelques semaines après les attentats du 11 septembre. Vêtu d'un blouson du FDNY (les pompiers de New York) dissimulant sa veste pare-balles, Bush est le premier président américain à effectuer un lancer protocolaire des Séries mondiales depuis Dwight D. Eisenhower en 1956. Bush effectue aussi le tir du monticule du lanceur, alors que plusieurs dignitaires effectuent ce lancer du gazon entre le monticule et le marbre, et il lance une prise au receveur substitut des Yankees, Todd Greene.
Roger Clemens tint en respect les frappeurs des Diamondbacks avec une solide performance de sept manches au monticule, au cours desquelles il n'accorda qu'un point sur trois coups sûrs. Le vétéran droitier retira 9 frappeurs sur des prises.
Les Yankees prirent les devants 1-0 sur un circuit de Jorge Posada en 9e manche. L'Arizona créa l'égalité en 4e sur un ballon-sacrifice de Matt Williams. New York enleva cette victoire de 2-1 sur un simple de Scott Brosius en 6e manche.

### Match 4
Mercredi 31 octobre 2001 au Yankee Stadium, New York, NY.
| Diamondbacks de l'Arizona | 0 | 0 | 0 | 1 | 0 | 0 | 0 | 2 | 0 | 0 | 3 | 6 | 0 |
| Yankees de New York | 0 | 0 | 1 | 0 | 0 | 0 | 0 | 0 | 2 | 1 | 4 | 7 | 0 |
| Lanceurs partants : ARI : Curt Schilling NYY : Orlando Hernandez Vic. : Mariano Rivera (1-0) Déf. : Byung-Hyun Kim (0-1) HRs : ARI : Mark Grace (1) NYY : Shane Spencer (1), Tino Martinez (1), Derek Jeter (1) |   |   |   |   |   |   |   |   |   |   |   |   |   |

Le gérant des Diamondbacks, Bob Brenly, courut un risque et envoya au monticule son lanceur Curt Schilling après seulement trois jours de repos, et ce même si son équipe était en avance 2-1 dans la série finale. Cette stratégie eut du bon puisque Schilling lança sept bonnes manches et quitta la rencontre avec les deux clubs à égalité, 1 à 1.
Grâce à deux points en début de 8e, l'Arizona prit une avance de 3-1. Mais en neuvième manche, le releveur Byung-Hyun Kim sabota l'avance de son équipe. Kim, qui devenait incidemment le premier joueur coréen à prendre part à un match de série mondiale, fut victime d'un circuit de deux points de Tino Martinez, qui envoyait les deux équipes en prolongation.
En fin de 10e manche, après deux retraits, Derek Jeter frappa un circuit aux dépens de Kim pour donner la victoire aux Yankees, 4 à 3. La série était maintenant égale, deux gains de chaque côté.

### Match 5
Jeudi 1er novembre 2001 au Yankee Stadium, New York, NY.
| Diamondbacks de l'Arizona | 0 | 0 | 0 | 0 | 2 | 0 | 0 | 0 | 0 | 0 | 0 | 0 | 2 | 8 | 0 |
| Yankees de New York | 0 | 0 | 0 | 0 | 0 | 0 | 0 | 0 | 2 | 0 | 0 | 1 | 3 | 9 | 1 |
| Lanceurs partants : ARI : Miguel Batista NYY : Mike Mussina Vic. : Sterling Hitchcock (1-0) Déf. : Albie Lopez (0-1) HRs : ARI : Steve Finley (1), Rod Barajas (1) NYY : Scott Brosius (1) |   |   |   |   |   |   |   |   |   |   |   |   |   |   |   |

Miguel Batista entreprit le match au monticule pour les Diamondbacks, et lança sept manches et deux tiers sans accorder de point. Son vis-à-vis, Mike Mussina, rebondit après une sortie très difficile lors de la première rencontre. Le partant des Yankees céda cependant en 5e manche, où il accorda des coups de circuits en solo à Steve Finley et Rod Barajas. L'Arizona menait 2-0.
En fin de 9e manche, le stoppeur Byung-Hyun Kim sabota l'avance de son équipe pour le deuxième soir consécutif. Après avoir alloué un double à Jorge Posada, Kim retira les deux frappeurs suivants, mais fut ensuite victime d'un circuit de deux points de Scott Brosius, qui créait l'égalité 2-2.
Les Diamondbacks menacèrent en début de 11e manche. Mariano Rivera remplit les buts avec seulement un retrait, mais il força Reggie Sanders à soulever un faible ballon au joueur de deuxième but, puis un roulant de Mike Grace au troisième but permis de retirer Erubiel Durazo sur un jeu forcé.
En fin de 12e manche, avec Albie Lopez au monticule pour Arizona, Chuck Knoblauch réussit un simple. Il fut placé en position de marquer grâce à l'amorti-sacrifice de Scott Brosius. Puis avec un simple, Alfonso Soriano donna une victoire de 3 à 2 aux Yankees.
En ayant enlevé les trois rencontres présentées au Yankee Stadium, l'équipe de New York menait à présent trois victoires contre deux dans la série, et n'était plus qu'à une victoire d'une quatrième conquête consécutive du titre du baseball majeur.

### Match 6
Samedi 3 novembre 2001 au Bank One Ballpark, Phoenix, Arizona.
| Yankees de New York                                                                                               | 0 | 0 | 0 | 0 | 0 | 2 | 0 | 0 | 0 | 2  | 7  | 1 |
| Diamondbacks de l'Arizona                                                                                         | 1 | 3 | 8 | 3 | 0 | 0 | 0 | 0 | X | 15 | 22 | 0 |
| Lanceurs partants : NYY : Andy Pettitte ARI : Randy Johnson Vic. : Randy Johnson (2-0) Déf. : Andy Pettitte (0-2) |   |   |   |   |   |   |   |   |   |    |    |   |

La série se transporta à Phoenix pour le match #6, que les Diamondbacks devaient remporter. L'offensive de l'équipe locale se déchaîna. Les champions de la Ligue nationale cognèrent en effet 22 coups sûrs, un nouveau record des séries mondiales, dans une éclatante victoire de 15-2. 
Le partant des Diamondbacks, Randy Johnson, quitta le match après sept bonnes manches, au cours desquelles il avait accordé deux points mérités sur six coups sûrs, et retiré 7 frappeurs sur des prises. Son opposant, Andy Pettitte, fut malmené, accordant six points et 7 coups sûrs en à peine deux manches au monticule. Son successeur sur la butte, Jay Witasick, accorda neuf points (dont huit mérités) sur 10 coups sûrs en seulement une manche et un tiers lancée.
Danny Bautista dirigea l'offensive des Diamondbacks avec 3 coups sûrs en 4 et cinq points produits. Son coéquipier Reggie Sanders fut 4 en 5 et le receveur Damian Miller marqua trois points. L'attaque de l'Arizona, qui ne frappa aucun circuit malgré ces 15 points, généra six doubles.
La série était à égalité, trois gains de chaque côté.

### Match 7
Dimanche 4 novembre 2001 au Bank One Ballpark, Phoenix, Arizona.
| Yankees de New York | 0 | 0 | 0 | 0 | 0 | 0 | 1 | 1 | 0 | 2 | 6  | 3 |
| Diamondbacks de l'Arizona | 0 | 0 | 0 | 0 | 0 | 1 | 0 | 0 | 2 | 3 | 11 | 0 |
| Lanceurs partants : NYY : Roger Clemens ARI : Curt Schilling Vic. : Randy Johnson (3-0) Déf. : Mariano Rivera (1-1) HRs : NYY : Alfonso Soriano (1) |   |   |   |   |   |   |   |   |   |   |    |   |

L'ultime match de cette série mondiale opposa deux lanceurs partants ayant remporté au moins 20 victoires lors de la saison régulière : Curt Schilling (22-6) et Roger Clemens (20-3). Les deux partants répondent aux espérances de leurs équipes respectives, mais Clemens est le premier à céder en 6e manche. Après un simple de Steve Finley, Danny Bautista enchaîne avec un double productif qui donne les devants aux Diamondbacks, 1 à 0.
En fin de 7e manche, Schilling cède à son tour. Il accorde des simples à Derek Jeter et Paul O'Neill et, après un retrait, Tino Martinez cogne un coup sûr productif qui permet aux Yankees de niveler le pointage, 1-1.
Le premier frappeur pour les Yankees en fin de 8e, Alfonso Soriano, cogne un circuit contre Schilling, et c'est 2-1 pour New York.
En fin de 8e, le gérant des Yankees, Joe Torre, envoie son as releveur Mariano Rivera au monticule. Celui-ci retire Luis González, Matt Williams et Danny Bautista sur des prises.
Mais en fin de 9e, les Diamondbacks effectuent un ralliement dramatique. Mark Grace débute la demi-manche avec un simple au centre. Rivera effectuera ensuite un lancer erratique au deuxième coussin sur une tentative d'amorti de Damian Miller, permettant à ce dernier d'atteindre le premier but et David Dellucci, coureur suppléant à la place de Grace, d'être sauf au deuxième. Une seconde tentative d'amorti de la part des Diamondbacks, celle de Jay Bell, ne réussit cependant pas aussi bien, Rivera relayant à son joueur de troisième but pour enregistrer un premier retrait sur un jeu forcé. Avec un retrait, l'Arizona a toujours des coureurs au premier et au deuxième.
Le frappeur suivant, Tony Womack, cogne un double le long de la ligne du champ droit permettant à Midre Cummings, venu courir à la place de Miller, de croiser le marbre. C'est maintenant l'égalité 2-2.
Craig Counsell sera atteint par un lancer de Rivera, ce qui remplira les buts. Puis Luis Gonzalez permettra aux Diamondbacks de l'Arizona de remporter leur première série mondiale en frappant un coup sûr au champ centre qui pousse Jay Bell au marbre.

## Joueurs par excellence
Les joueurs par excellence de la Série mondiale de 2001 furent les lanceurs partants des Diamondbacks de l'Arizona, Curt Schilling et Randy Johnson.
Pour la 3e fois seulement dans l'histoire (et la dernière fois en date de 2008), deux joueurs furent conjointement choisis joueurs par excellence de la Série mondiale. Cette situation s'était produite également en 1980 (deux joueurs élus) et 1981 (trois joueurs élus), mais jamais deux lanceurs ne s'étaient partagé l'honneur.
Au cours de la série contre les Yankees, Curt Schilling effectua trois départs, chose inhabituelle. Il fut envoyé au monticule lors des matchs no 1, 4 et 7, lançant chaque fois avec à peine trois jours de repos. En 21 manches et un tiers lancées, le droitier n'accorda que 4 points mérités sur 12 coups sûrs, pour une moyenne de 1,69. Il retira de plus 26 frappeurs adverses sur des prises. Il fut le lanceur gagnant dans le match no 1.
Randy Johnson effectua deux départs, lors de la seconde et de la sixième rencontre. Il lança également une manche et un tiers parfaite lors du match no 7 lors d'une rare présence en relève, survenue de surcroît le lendemain d'un départ. Johnson, un gaucher, remporta 3 victoires contre aucun revers dans cette série. Avec 5 victoires au total lors des éliminatoires de 2001, il devint le premier lanceur à remporter autant de matchs en séries, un exploit toutefois réédité l'année suivante par le releveur Francisco Rodriguez, des Angels d'Anaheim. En Série mondiale 2001, la moyenne de points mérités de Randy Johnson ne fut que de 1,04, avec seulement 2 points mérités accordés sur 9 coups sûrs en 17 manches et un tiers lancées. Il retira de plus 19 frappeurs au bâton.

## Faits notables
- Tous les matchs de la série ont été remportés par l'équipe hôte. Ceci ne s'était produit qu'à deux reprises auparavant, lors des Séries mondiales de 1987 et 1991, toutes deux gagnées par les Twins du Minnesota.
- Le lancer protocolaire du match no 3, le premier match de cette Série mondiale présenté dans la ville de New York, fut effectué par le président des États-Unis d'Amérique, George W. Bush. Il devint le premier président américain en fonction à effectuer un lancer protocolaire en série mondiale depuis Dwight D. Eisenhower en 1956.